# Kaspische aasgarnaal
De Kaspische aasgarnaal (Hemimysis anomala) is een aasgarnalensoort uit de familie van de Mysidae. De wetenschappelijke naam van de soort is voor het eerst geldig gepubliceerd in 1907 door Georg Ossian Sars. Deze soort is afkomstig uit de Ponto-Kaspische regio, die sinds 1950 zich heeft verspreid over Europa. De Kaspische aasgarnaal is een efficiënte alleseter die kan gedijen in zowel stilstaand als stromend water.

## Beschrijving
Volwassen individuen bereiken een lengte van 6–13 mm; de vrouwtjes zijn iets groter dan mannetjes. De soort kan ivoorgeel van kleur of doorschijnend zijn, maar vertoont gepigmenteerde rode chromatoforen in het rugschild en de telson. De intensiteit van de kleuring, waarvan wordt aangenomen dat deze verband houdt met het schemerige gedrag van de soort, varieert met samentrekking of uitzetting van de chromatoforen als reactie op licht- en temperatuuromstandigheden; in schaduwrijke gebieden hebben individuen de neiging om een diepere rode kleur te hebben. De jongeren zijn meer doorschijnend dan volwassenen. Geconserveerde individuen verliezen hun kleur en worden ondoorzichtig.
De Kaspische aasgarnaal geeft de voorkeur aan een leefomgeving met veel losse stenen of kleiige oevers met holtes. Aasgarnalen doen aan geslachtelijke voortplanting gecombineerd met broedzorg. Zoals bij alle aasgarnalen het geval is, houdt het wijfje de weinige eieren (maximum 30) bij zich in een broedbuidel of marsupium.

## Verspreiding
De soort is inheems in de zoetwaterranden van de Zwarte Zee, de Zee van Azov en de oostelijke Kaspische Zee. Het komt van oudsher voor in de benedenloop van de rivieren Don, Donau, Dnjepr en Dnjestr. In Europa heeft het zich recentelijk naar het noordwesten verspreid en in 1992 bereikte het de Baltische Zee. Nu komt deze soort komt voor in Rusland, Litouwen, Oekraïne, Moldavië, de Oostzee, Polen, Finland, Duitsland (bijvoorbeeld de Rijn), Nederland, België, Scandinavië en sinds 2004 in het Verenigd Koninkrijk. De verspreiding van deze aasgarnaal werd vereenvoudigd door de opzettelijke introductie in reservoirs aan de Wolga en de Dnjepr in de jaren 1950 en 1960 om dienen als visvoer. Ondanks de verspreiding over heel Europa, wordt het beschouwd als bedreigd in sommige delen van zijn inheemse verspreidingsgebied (Oekraïne). Doordat de soort niet kan overleven in water met een hoog zoutgehalte, wordt zijn verspreiding echter beperkt tot de zoete en brakke delen van rivieren.